# Amunt i avall (ADN)
En biologia molecular i genètica, direcció 5' (upstream) i direcció 3' (downstream) es refereixen a posicions relatives del codi genètic en l'ADN o l'ARN. Cada cadena d'ADN o ARN té un extrem 5' i un extrem 3', anomenat així per la posició del carboni a l'anell de desoxiribosa (o ribosa). Per convenció, els termes es relacionen amb la direcció 5' a 3' respectivament en què té lloc la transcripció de l'ARN.
Amunt es troba cap a l'extrem 5' de la molècula d'ARN i avall es troba cap a l'extrem 3'. Quan es considera l'ADN de doble cadena, es troba cap a l'extrem de la cadena codificant del gen en qüestió.
Alguns gens de la mateixa molècula d'ADN es poden transcriure en direccions oposades. Això significa que les zones direcció 5' (cap amunt) i direcció 3' (cap avall) de la molècula poden canviar segons quin gen s'utilitzi com a referència.
Els termes cap amunt i cap avall també s'apliquen a una seqüència polipeptídica, on amunt es refereixen a una regió N-terminal i avall als residus C-terminals d'un punt de referència.